# فلوكسمستيرون
فلوكسمستيرون (بالإنجليزية: Fluoxymesterone)‏ ويعرف بالاسم التجاري هالوتستين (بالإنجليزية: Halotestin)‏ هو دواء يستخدم في علاج انخفاض مستويات هرمون تستوستيرون لدى الرجال، وتأخر سن البلوغ في الأولاد، سرطان الثدي عند النساء، فقر الدم.